# Matthew Chapman

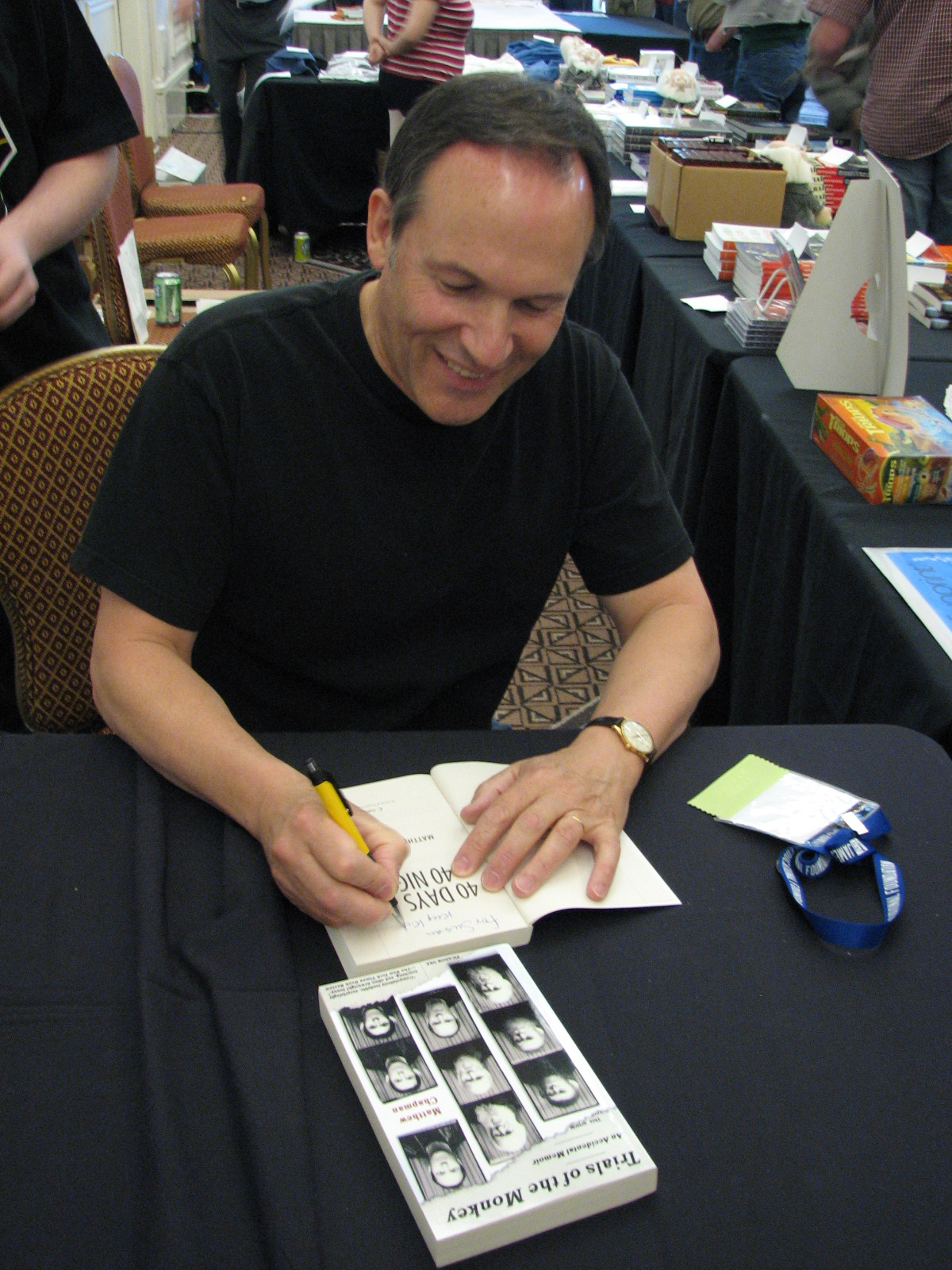
Matthew Chapman signiert sein Buch Trials of the Monkey: An Accidental Memoir

Matthew Chapman (* 2. September 1950 in Cambridge) ist ein englischer Journalist, Sach- und Drehbuchautor und Regisseur. Er ist ein Ururenkel des Naturforschers Charles Darwin und ein Enkel des Wissenschaftlers Sydney Chapman. Chapman beschäftigt sich in seinen Publikationen häufig mit der Evolutionstheorie und dem Atheismus. Derzeit lebt Chapman in New York.
Chapman wurde für den Dokumentarfilm Judgment Day: Intelligent Design on Trial (2007) interviewt.

## Filmografie (Auswahl)
- 1980: Hussy (Drehbuch, Regie)
- 1983: Strangers Kiss (Drehbuch, Regie)
- 1986: Slow Burn (Drehbuch, Regie)
- 1988: Heart of Midnight (Drehbuch, Regie)
- 1991: A Grande Arte (Drehbuch)
- 1992: Consenting Adults (Drehbuch)
- 1994: Color of Night (Drehbuch)
- 2001: What's the Worst That Could Happen? (Drehbuch)
- 2003: Das Urteil – Jeder ist käuflich (Drehbuch)
- 2009: Black Water Transit (Drehbuch)
- 2011: The Ledge – Am Abgrund (Drehbuch, Regie)

## Werke
- Trials of the Monkey: An Accidental Memoir (Picador, 2002) ISBN 0-312-30078-6
- 40 Days and 40 Nights: Darwin, Intelligent Design, God, OxyContin, and Other Oddities on Trial in Pennsylvania. (Harper Collins, 2007) ISBN 0-06-117945-0